# Mangaratiba (kommun)
Mangaratiba är en kommun i Brasilien.   Den ligger i delstaten Rio de Janeiro, i den sydöstra delen av landet, 900 km sydost om huvudstaden Brasília. Antalet invånare är 36 311.
Följande samhällen finns i Mangaratiba:
- Mangaratiba

Runt Mangaratiba är det ganska tätbefolkat, med 67 invånare per kvadratkilometer.